# Eumastax
Eumastax is een geslacht van rechtvleugeligen uit de familie Eumastacidae. De wetenschappelijke naam van dit geslacht is voor het eerst geldig gepubliceerd in 1899 door Burr.

## Soorten
Het geslacht Eumastax omvat de volgende soorten:
- Eumastax andeana Descamps, 1979
- Eumastax apolinari Hebard, 1923
- Eumastax becharai Descamps, 1976
- Eumastax dorsti Descamps, 1977
- Eumastax equatoriana Descamps, 1973
- Eumastax jagoi Descamps, 1971
- Eumastax luteiventris Descamps, 1973
- Eumastax megacephala Descamps, 1982
- Eumastax minuta Bolívar, 1881
- Eumastax nigrosignata Descamps, 1979
- Eumastax nigrovittata Descamps, 1982
- Eumastax pictipes Descamps, 1971
- Eumastax poultoni Burr, 1899
- Eumastax restrepoi Descamps, 1971
- Eumastax rubigithorax Descamps, 1982
- Eumastax rubriventris Descamps, 1982
- Eumastax salazari Descamps, 1971
- Eumastax simoni Descamps, 1971
- Eumastax tenuis Perty, 1832
- Eumastax venezuelae Descamps, 1974
- Eumastax vittata Burr, 1899
- Eumastax vittiger Descamps, 1974
- Eumastax vittithorax Descamps, 1974
- Eumastax zumuniana Descamps, 1982